# Кавалерідзе Іван Петрович
Іва́н Петро́вич Кавалері́дзе (13 квітня 1887, Ладанський — 3 грудня 1978, Київ) — український радянський скульптор, кінорежисер, драматург, сценарист, художник кіно; член Спілки радянських художників України з 1944 року та Спілки кінематографістів Української РСР з 1958 року. Народний артист Української РСР з 1969 року; почесний громадянин Сум. Чоловік актриси Надії Капельгородської.

## Життєпис
Народився 1 [13] квітня 1887 року на хуторі Ладанському (нині село Новопетрівка Роменського району, Сумської області, Україна) в селянській сім'ї Килини Луківни Кухаренко та солдата Петра Кавалерідзе — сина Васо Кавалерідзе, нащадка грузинського князівського роду, якого в середині XIX століття привіз в Україну московський генерал Ладонський після закінчення Кавказької війни. Охрещений 2 квітня (за старим стилем) 1887 року в Покровській церкві села Перекопівки Роменського повіту Полтавської губернії. Дитинство провів в селі Талалаївці Полтавської губернії (нині село Стара Талалаївка Прилуцького району Чернігівської області). 1899 року закінчив початкову земську школу.
У дитинстві захоплювався ліпленям з глини фігурок людей та тварин, що привернуло увагу його дядька — художника й археолога Сергія Мазаракі. Він забрав хлопчика до Києва, де Іван навчався у приватній гімназії Готліба Валькера. Протягом 1907—1909 років навчався у Київському художньому училищі, де наставником у нього був скульптор Федір Балавенський. Дипломна робота — скульптурні композиції «Творчість» і «Скорбота». У 1909—1910 роках продовжив навчання у Петербурзькій академії мистецтв у Іллі Гінцбурга; у 1910—1911 роках удосконалював художню майстерність у Наума Аронсона й Огюста Родена у Парижі, після чого повернувся до Києва, щоби взяти участь у конкурсі на найкращий проєкт пам'ятника княгині Ользі.
Від 1911 року — художник-декоратор кінофірми П. Тімана та Ф. Рейнгарда. Працював разом з режисерами Яковом Протазановим та Володимиром Гардіним. У лютому 1915 року мобілізований до Російської армії й направлений для проходження служби у 119-й запасний батальйон, дислокований у В'ятці, а в квітні 1915 року його перевели до школи прапорщиків у Петергоф, згодом — до 3-го Зведеного гвардійського запасного батальйону в Царському Селі, що стояв на варті біля покоїв останнього російського імператора Миколи II у лютому 1917 року.

надгробний пам'ятник.

Упродовж 1918—1928 років жив у місті Ромнах, де працював у відділі народної освіти та викладав малювання у шести школах. Протягом 1925—1930 років обіймав посаду головного режисера Роменського пересувного робітничо-селянського театру; у 1928—1933 роках — режисера Одеської кінофабрики Всеукраїнського фотокіноуправління. З 1934 по 1941 рік працював на
Київській кіностудії художніх фільмів.
Протягом німецько-радянської війни керував відділом культури Київської міської управи. По закінченні війни, коли російська окупаційна влада цькувала митця за перебування під німецьким началом, а Київська кіностудія виселила його зі службової квартири, майстра прихистила театральна актриса Любов Гаккебуш у своєму помешканні на Великій Житомирській, № 17.
З 1944 по 1948 рік працював старшим науковим співробітник відділу монументальної скульптури Академії архітектури Української РСР. З 1957 по 1962 рік — знову на Київській кіностудії. Нагороджений орденом Червоної Зірки.
Протягом 1954—1978 років мешкав у Києві в будинку № 12 на вулиці Червоноармійській, у двокімнатній квартирі № 3 на третьому поверсі. Помер у Києві 3 грудня 1978 року. Похований на Байковому кладовищі (ділянка № 50). На могилі встановлений надгробний пам'ятник роботи скульптора Ростислава Синька.

## Творчість
Працював у галузях монументальної та станкової скульптури, кіномистецтва, драматургії та мистецтвознавства.

### Скульптура

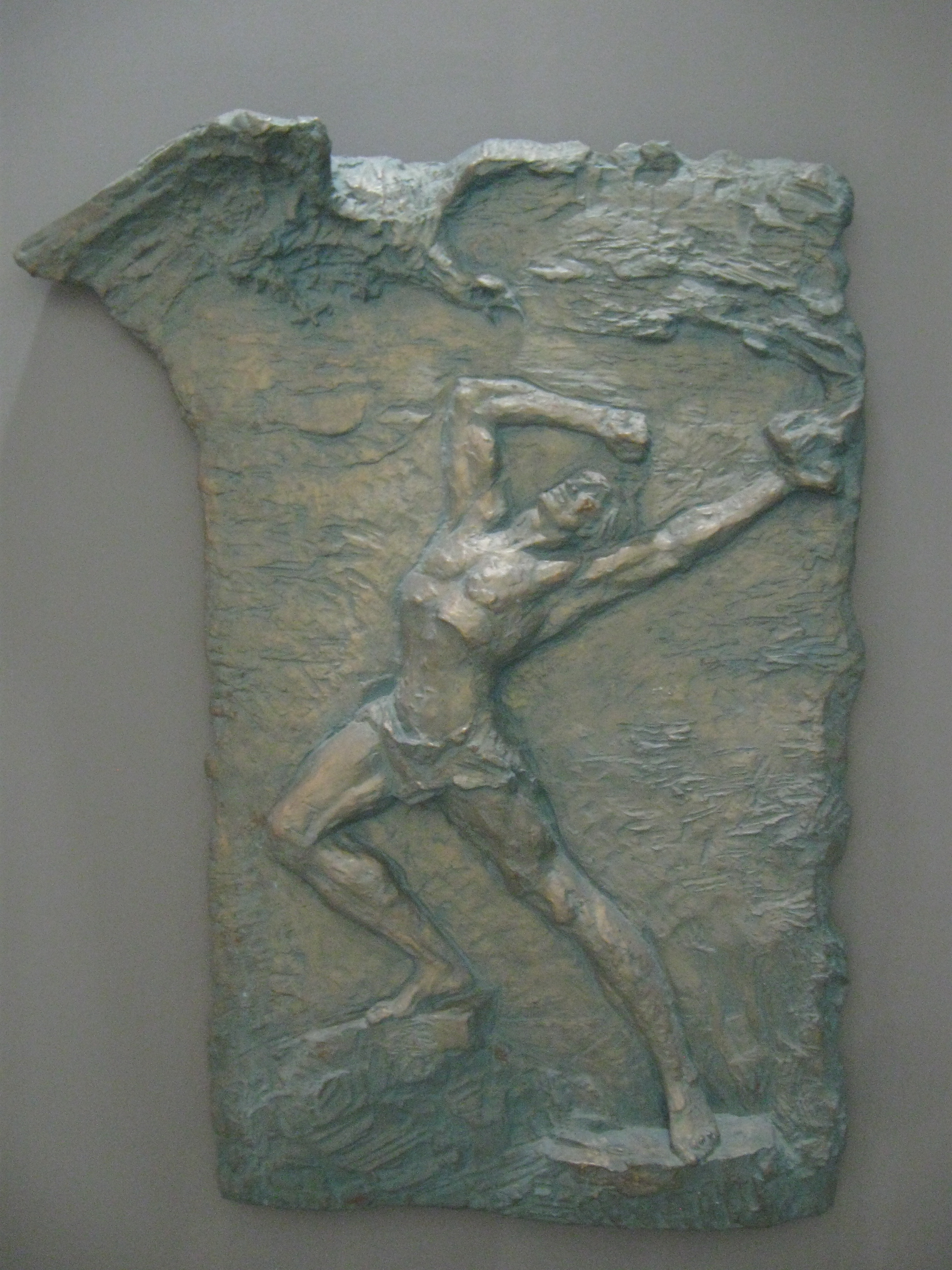
«Прометей».

На скульптурній творчості позначилися впливи символізму, академізму, конструктивізму, кубізму (середина 1920-х) й соцреалізму, проте переважало почуття монументальної форми і реалістичне трактування. Станкові твори — це преважно портрети і композиції присвячені діячам культури, науки та історичним особам. Серед робіт:
станкова скульптура
статуетки
- «Борис Годунов» (1911—1912);
- «Іван Грозний» (1911—1912);

портрети, композиції
- «Бюрократ» (1905—1906, портретний шарж);
- «Актор Г. Боссе» (1908, гіпс);
- «Слов'янка» (1908);
- «Федір Шаляпін» (1909, гіпс; Санкт-Петербурзький музей театрального і музичного мистецтва[6]);
- «Козак на коні» (1909; 1945);
- «Автопортрет» (1911);
- «Кінорежисер Яків Протазанов» (1912);
- портрети «Микола Гоголь», «Олександр Пушкін», «Модест Мусоргський» і декоративна група «Камо грядепга» для Оперного театру Зиміна у Москві (1914, гіпс)[6];
- «Святослав у бою» (1915);
- «Ярослав Мудрий з папірусом» (1915);
- «Запорожець на коні» (1939);
- «Григорій Сковорода» (1944, гіпс; 1970, оргскло);
- «Скіф-стрілець» (1945);
- «Кобзар з поводирем» (1945);
- «Богдан Хмельницький» (1946, гіпс тонований; Національний художній музей України);
- «Іван Мічурін» (1949, бронза);
- «Ярослав Мудрий з макетом Софії Київської» (1949);
- «Максим Горький» (1950, бронза, Харківський художній музей; 1951, мармур, Одеський національний художній музей[9]);
- «Федір Шаляпін у ролі Дон-Кіхота» (1950, бронза; Національний художній музей України)[10];
- «Лев Толстой» (1951, бронза; Музей театрального, музичного та кіно-мистецтва України[9]);
- «Лев Толстой і Максим Горький у Ясній Поляні» (1952);
- «Олександр Пушкін і Микола Гоголь» (1952);
- «Володимир Ленін і Максим Горький» (1952, бронза; Національний художній музей України)[10];
- «Федір Шаляпін у ролі Івана Грозного» (1953, бронза);
- «Кобзар» (1954, бронза; експонувалася на художній виставці до 100-літніх роковин від дня смерті Шевченка);
- «Народний артист СРСР Амвросій Бучма в ролі Миколи Задорожного»/«Украдене щастя» (1954; бронза; Музей театрального, музичного та кіно-мистецтва України);
- «Максим Горький і Федір Шаляпін» (1954, бронза; Музей театрального, музичного та кіно-мистецтва України)[9];
- «Богдан Хмельницький посилає кобзарів на села» (1954);
- барельєф «Академік Микола Стражеско» (1956, мармур);
- «Федір Шаляпін у ролі Олоферна» (1956);
- «Ігор Ільїнський у ролі Акима» (1957, оргскло; Національний художній музей України);
- «Іван Паторжинський у ролі Карася» (1957);
- «Марія Литвиненко-Вольгемуту ролі Одарки» (1957);
- «Перекоп» (1957);
- «Тарас Шевченко на березі Неви» (1961, тонований гіпс);
- «Марко Кропивницький» (1963);
- «Тарас Шевченко» (1963, тонований гіпс);
- «Шевченко у кріслі» (1963, бронзова мініатюра);
- «Шевченко на засланні» (1964, оргскло);
- «Летять журавлі» (1967);
- «Тарас Шевченко» (1967, мініатюра, тонований гіпс);
- «Ярославів камінь» (1969);
- «Якби ви знали, паничі» (1974, оргскло);

горельєфи
- «Прометей» (1962, оргскло; Київський музей Лесі Українки);
- «Лев Толстой»/«Війна і мир» (1965, гіпс).

Крім згаданих музеїв, роботи митця зберігаються у Лебединському, Полтавському, Сімферопольському, Сумському, Бердянському художніх музеях, Конотопському і Роменському краєзнавчих музеях, Чорнохинському літературно-меморіальному музеї Григорія Сковороди.
пам'ятники

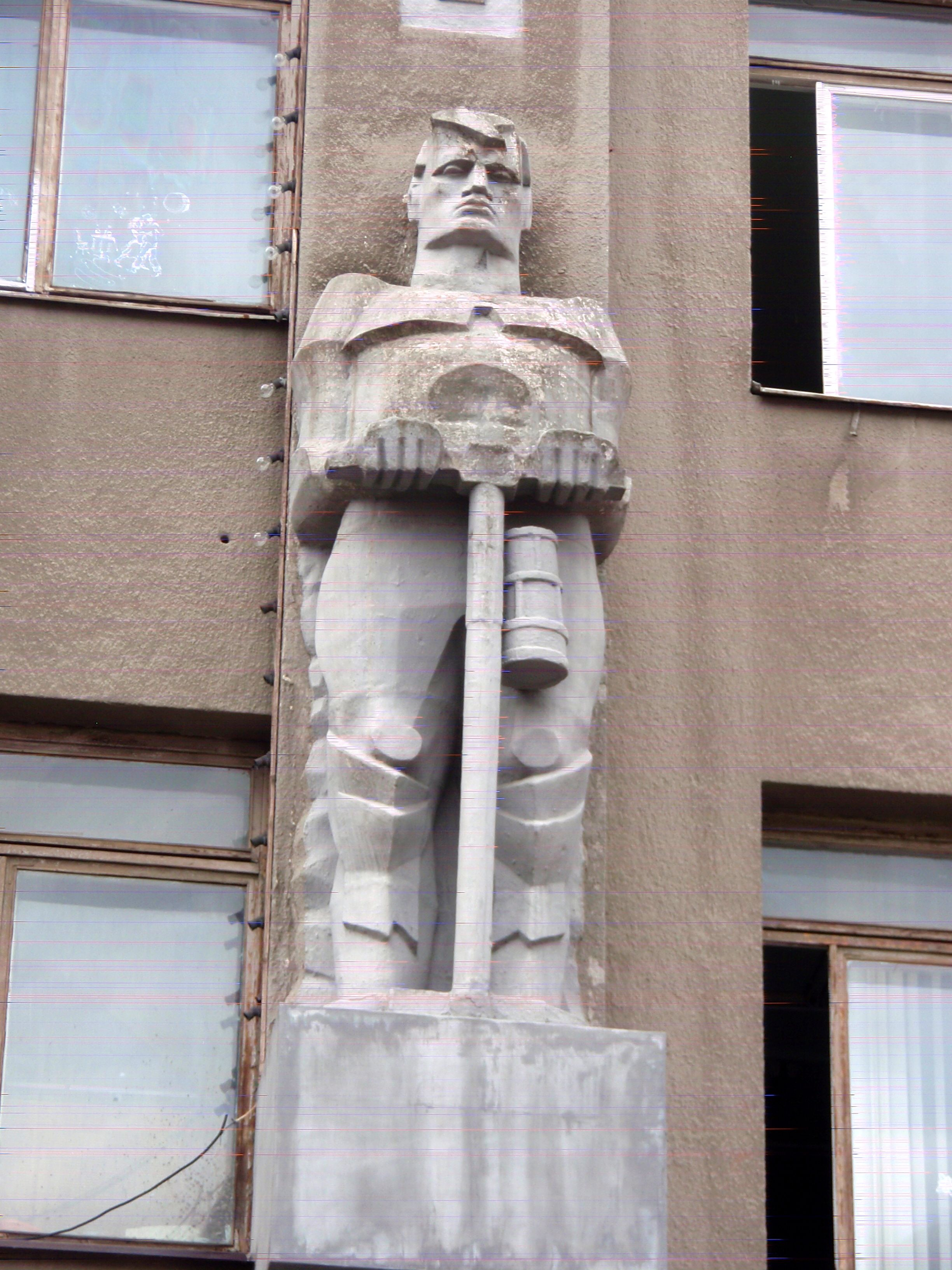
Фігура шахтаря у Харкові.

- Княгині Ользі у Києві (1911[c], бетон; у співавторстві з Петром Сниткіним[d]);
- Тарасові Шевченкові у Ромнах (1918, бетон);
- Героям Революції у Ромнах (1918—1921, бетон);
- Григорію Сковороді в Лохвиці (1922, бетон; у 1972 році переведений у бронзу);
- Артему в Бахмуті (1923—1924; 2-га премія на Всесоюзному конкурсі[11]; зруйнований під час німецько-радянської війни);
- Тарасові Шевченкові у Полтаві (1925, залізобетон);
- фігури шахтарів у Харкові на фасаді будівлі колишнього тресту «Донвугілля» по вулиці Пушкінській № 5 (1925)[13];
- Володимиру Леніну в Шостці (1926);
- Тарасові Шевченкові у Сумах (1926, не зберігся);
- Артему в Святогірську (1927, залізобетон);
- Володимиру Леніну у Харкові (1927);
- Івану Франку у Лубнах (1927);
- Герою Соціалістичної Праці Ганні Денисівні Кошовій у селі Великополовецькому (1951, бронза, граніт)[9];
- Івану Павлову у Києві на території Київської міської психіатричної лікарні імені Івана Павлова (1952; залізобетонне погруддя на цегляному прямокутному п'єдесталі і цоколі)[14];
- Богданові Хмельницькому у Чернігові (1956);
- Богданові Хмельницькому у Кобеляках (1961);
- Петру Запорожцю у Білій Церкві (1971);
- Григорію Сковороді у Києві (1977);
- Григорію Сковороді у Харкові (1992).

Автор проєту пам'ятника Ярославу Мудрому у Києві (1944—1960 роки; встановлений у 1997 році).
|               |                      |                        |                       |                     |                       |
| Княгині Ользі | Т. Шевченку в Ромнах | Г. Сковороді у Лохвиці | Т. Шевченку в Полтаві | Т. Шевченку в Сумах | Артему в Святогірську |

Автор меморіальних дошок у Києві: Михайлу Врубелю (1962), Вадиму Іванову (1963), Григорію Сковороді (1964), Юрію Шумському (1965), Миколі Доброхотову (1968), Любові Гаккебуш (1970), Борису Гмирі (1973).
|                 |                |                    |                |                    |                 |              |
| Михайлу Врубелю | Вадиму Іванову | Григорію Сковороді | Юрію Шумському | Миколі Доброхотову | Любові Гаккебуш | Борису Гмирі |

У 1950-ті роки створив барельєфи, вписані в тонго по периметру одного з ярусів вежі на будинку по Георгіївському провулку № 2 в Києві (не збереглися).

#### Проєкти
- Брав участь у міжнародних конкурсах на проєкт пам'ятника Тарасові Шевченкові в Києві (1911, 1914). Він подав два проєкти, в яких зобразив поета у стані гіркої задуми: Шевченко, одягнений у простий селянський одяг, сидить на кам'яній брилі, схиливши голову. За обидва проєкти одержав заохочувальні премії, а закладені в них художньо-композиційні рішення використав пізніше у пам'ятнику Шевченкові в Ромнах[18].

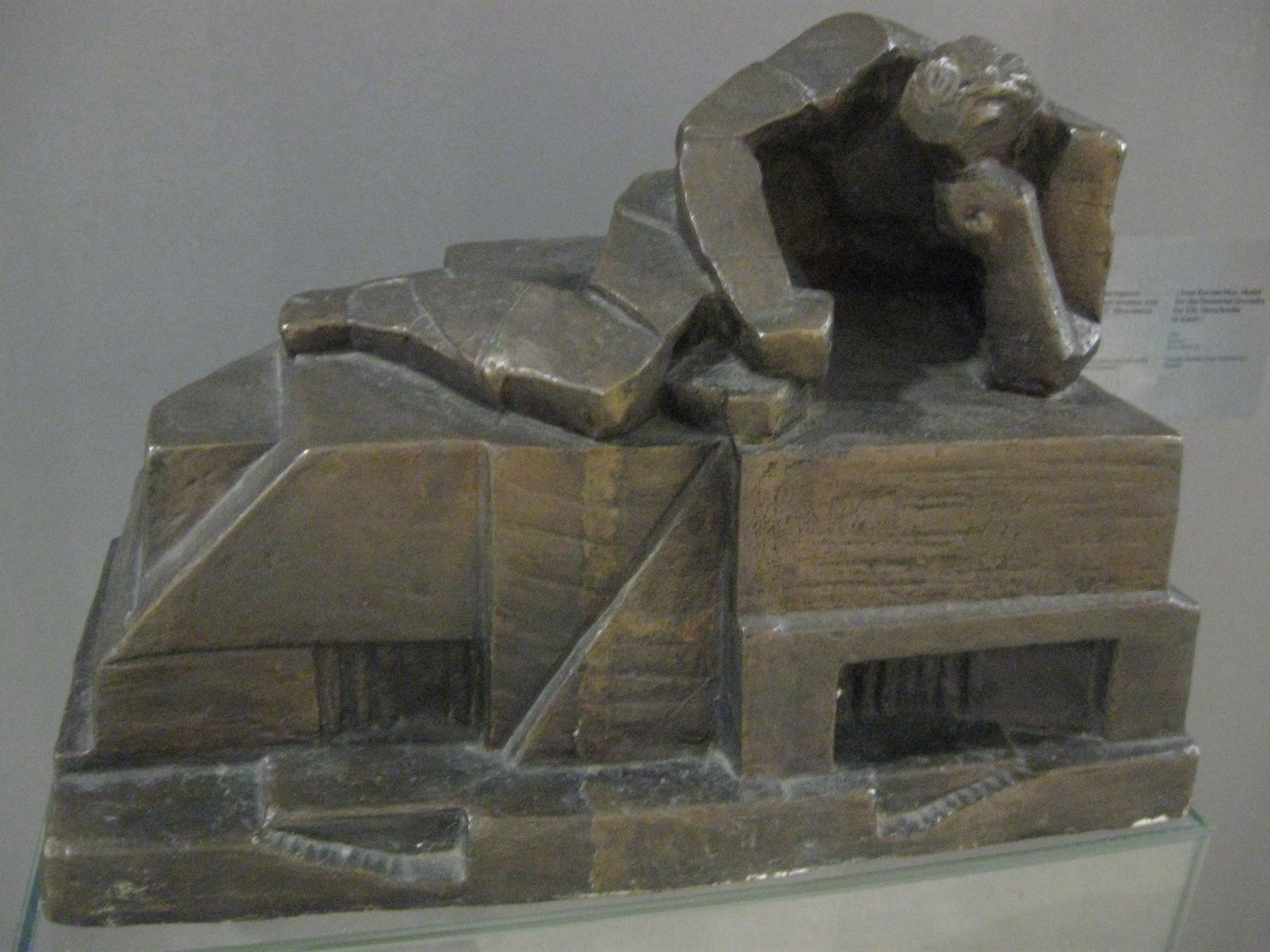
Проєкт пам'ятника для могили Тараса Шевченка в Каневі (бронза). Мистецький арсенал. 2013

- У 1927 році взяв участь у всеукраїнському конкурсі на проєкт пам'ятника Шевченкові на його могилі в Каневі, а у 1933 році (у співавторстві з Сергієм Меркуровим) — у міжнародному конкурсі на проєкт пам'ятника Шевченкові в Харкові та на його могилі. Його проєкти тяжіли до велетенських узагальнено-монументальних форм і втілювали естетику мистецтва радянських часів: згідно із задумом поета зображено таким, що лежав на пагорбі й оглядав Україну. Якщо в першому варіанті погляд Шевченка спрямований вдалечінь, а поза втілювала внутрішню енергію, то в другому він спокійний і замислений, з опущеною вниз головою[18].
- У 1944 році розробляв проєкт пам'ятника «Шевченко на березі Неви» (оргскло) для Ленінграда, представивши поета на повен зріст, — одягнений у довгу шинелю, він іде вперед, назустріч вітру, під поривами якого за спиною розвівається пелерина; голову нахилено вниз, погляд спрямовано додолу, руки схрещено за спиною. 1962 року варіант цього проекту (тонований гіпс, 1961; експонувався на художній виставці до 100-літніх роковин від дня смерті Шевченка) скульптор запропонував для участі у всесоюзному конкурсі проєктів пам'ятника Шевченкові в Москві. Його було відхилено, однак створений ним образ «окриленого поета», сповненого романтичної піднесеності, використали. Пам'ятник встановлено 1964 року у Москві до 150-літнього ювілею від дня народження Шевченка[18].

#### Виставки
Брав участь у республіканських виставках з 1927 року, всесоюзних — з 1951 року, зарубіжних — з 1955 року, зокрема:
- в СРСР у Харкові з 1927 року, Києві з 1944 року, Вінниці у 1950 році, Москві у 1951 році, Сталіно у 1952 році, Львові у 1952 році, пересувній у Львові, Ужгороді, Чернівцях і Запоріжжі у 1953 році, Горлівці у 1956 році[12];
- за кордоном у Відні у 1955 і 1965 роках, Мілані у 1955 році, Празі і Братиславі у 1957 році[11].

Персональна виставка відбулася у Києві у 1962 році.

### Кіно

#### Художник-постановник
Працюючи у кінофірмі «Тіман і Рейнгардт» оформив кінокартини:
- «Відхід великого старця[ru]»;
- «Ключі щастя[ru]»;
- «Розтрощена ваза»;
- «Ноктюрн Шопена»;
- «Які хороші, які свіжі були троянди»;
- «Анна Кареніна»;
- «Війна і мир»;
- «Бранд»;
- «Крейцерова соната»;
- «Весна»;
- «Сильна, мов смерть»;
- «Гнів Діоніса»;
- «Енвер паша — зрадник Туреччини».

#### Режисерська робота

постер до фільму.

Як кінорежисер, створив 9 повнометражних фільмів та 1 короткометражний:
- «Злива. Кіно-офорти до історії Гайдамаччини» (1929, сценарист і художник; втрачений);
- «Перекоп» (1930);
- «Штурмові ночі» (1931);
- «Коліївщина» (1933);
- «Прометей» (1936);
- «Наталка Полтавка» (1936);
- «Запорожець за Дунаєм» (1937);
- «Стожари» (1939);
- «Григорій Сковорода» (1959);
- «Повія» (1961).

1941 року у Карпатах в селі Жабйому розпочав зйомки фільму про Олексу Довбуша «Пісня про Довбуша», які не завершив у зв'язку з початком німецько-радянської війни.

### Інше
Автор п'єс «Вотанів меч» (1966), «Перша борозна» (1969; обидві поставлено у Тернопільському музично-драматичному театрі імені Тараса Шевченка), «Перекоп» (1967, Харківський театр української драми), «Міст через Гниле море», «Сіль»; статей про мистецтво, зокрема «Роздуми про кіномистецтво» («Сабчота хеловнеба». Тбілісі, 1965, № 6); спогадів.

## Вшанування
- 1987 року започатковано Художньо-меморіальний музей Івана Кавалерідзе у селі Новопетрівцях Сумської області[12];
- 1987 року[20] на будинку по вулиці Червоноармійській, № 12, де мешкав митець, встановлено бронзову меморіальну дошку (скульптор Людмила Кулябко‑Корецька[21], архітектор Василь Гнєздилов);
- 1989 року відкрито галерею скульптурних робіт Івана Кавалерідзе при Сумському художньому музеї[12][e];
- 1992 року ім'ям Івана Кавалерідзе названо вулицю у Львові;
- 1992 року створено Благодійний меморіальний фонд Івана Кавалерідзе в Києві[12];
- 1993 року в Києві відкрито Музей-майстерню митця й виставковий зал «В домі Івана Кавалерідзе»[12];
- 2002 року на стіні знімального павільйону Кіностудії імені Олександра Довженка встановлено меморіальну дошку (скульптор Ростислав Синько)[23];
- 2014 року ім'ям Івана Кавалерідзе названо вулицю у Києві (Подільський район, ЖК Липинка-2);
- 13 квітня 2017 року на державному рівні в Україні відзначалась пам'ятна дата — 130 років з дня народження Івана Кавалерідзе[24].

### У мистецтві
- У 1957 році скульптор Макар Вронський виконав дерев'яний скульптурний портрет Івана Кавалерідзе[11];
- У 1967 році скульптурні портрети Івана Кавалерідзе виконали скульптори Людмила Кулябко‑Корецька[20] та Галина Кальченко[25];
- У 1969, 1977 і 1986 роках художник Євген Лученко написав олійні портрети митця[26];
- У 1977 році в журналі «Перець» № 7 розміщено дружній шарж Анатолія Арутюнянца з нагоди 90-річчя Івана Кавалерідзе[27].

Митцю присвячено фільми
- «Грані таланту» на YouTube (1970, М. Ліничук);
- «Іван Кавалерідзе. На зламі часу» (1987, телефільм Ростислава Синька);
- «Княжий пам'ятник» (1992; Л. Борисова);
- «Від Подолу до Золотих Воріт» (1999, відео; Родіон Єфіменко);
- «Шлях Івана Кавалерідзе» (1999, Григорій Десятник);

## Виноски
1. ↑  Дати проживання вказані на меморіальній дошці, встановленій на фасаді будинку.
2. ↑  Моделі для ювелірної фабрики Павла Овчиннікова[6]
3. ↑  Пошкоджений у 1919 році; відновлений у 1996 році.
4. ↑  Автор мармурової фігури Андрія Первозваного[7].
5. ↑  Найбільша збіока скульптурних робіт митця[22].